# ブルーマウンテン山脈 (ジャマイカ)
ブルーマウンテン山脈は、ジャマイカにある同国最長の山脈。ジャマイカの最高峰であるブルーマウンテン峰(2,256m)を含む。 
コーヒー豆のブランド「ブルーマウンテン」の産地として国際的に有名である。
登山道でアクセスできる頂上からは、島国であるジャマイカの海岸線を一望できる。晴れた日であれば、210km離れたキューバの影を見ることも可能。サリー郡及びミドルセックス郡内のポートランド教区、セント・トーマス教区、セント・メアリー教区、セント・アンドリュー教区の4つの教区に跨って所在する。

## 地理
ブルーマウンテン山脈はジャマイカの西三分の一ほどを占めており、西の境界をポートランド教区、セント・トーマス教区、セント・メアリー教区と、南の境界をセント・アンドリュー教区とそれぞれ接している。山脈の一部は1992年に設立されたブルー・アンド・ジョン・クロウ・マウンテンズ国立公園に指定されている。
ブルーマウンテン山脈は、海岸平野から最高峰までおよそ16kmほどしかなく、その点では世界でもっとも急峻な山脈のひとつである。この地形は、麓に臨む首都キングストンの街の猛暑を緩和させている。峰は24マイル (39 km)にわたって続き、幅は広いところで14マイル (23 km)ほどになる。気温は海岸付近で26℃ほどであるが、山頂では5℃にまで低下する。

### 気候
ケッペンの気候区分では、大部分が熱帯であるジャマイカの中でも、ブルーマウンテン山脈の標高が高い地域では高山性の西岸海洋性気候(Cfb)となる。
| ブルーマウンテン山脈(標高1,493m)の気候 | ブルーマウンテン山脈(標高1,493m)の気候 | ブルーマウンテン山脈(標高1,493m)の気候 | ブルーマウンテン山脈(標高1,493m)の気候 | ブルーマウンテン山脈(標高1,493m)の気候 | ブルーマウンテン山脈(標高1,493m)の気候 | ブルーマウンテン山脈(標高1,493m)の気候 | ブルーマウンテン山脈(標高1,493m)の気候 | ブルーマウンテン山脈(標高1,493m)の気候 | ブルーマウンテン山脈(標高1,493m)の気候 | ブルーマウンテン山脈(標高1,493m)の気候 | ブルーマウンテン山脈(標高1,493m)の気候 | ブルーマウンテン山脈(標高1,493m)の気候 | ブルーマウンテン山脈(標高1,493m)の気候 |
| 月                                     | 1月                                    | 2月                                    | 3月                                    | 4月                                    | 5月                                    | 6月                                    | 7月                                    | 8月                                    | 9月                                    | 10月                                   | 11月                                   | 12月                                   | 年                                     |
| -------------------------------------- | -------------------------------------- | -------------------------------------- | -------------------------------------- | -------------------------------------- | -------------------------------------- | -------------------------------------- | -------------------------------------- | -------------------------------------- | -------------------------------------- | -------------------------------------- | -------------------------------------- | -------------------------------------- | -------------------------------------- |
| 平均最高気温 °C （°F）                 | 20.0 (68)                              | 19.9 (67.8)                            | 21.0 (69.8)                            | 21.5 (70.7)                            | 21.8 (71.2)                            | 22.9 (73.2)                            | 23.7 (74.7)                            | 23.7 (74.7)                            | 23.0 (73.4)                            | 21.9 (71.4)                            | 21.1 (70)                              | 20.4 (68.7)                            | 21.7 (71.1)                            |
| 平均最低気温 °C （°F）                 | 11.9 (53.4)                            | 11.7 (53.1)                            | 12.0 (53.6)                            | 12.6 (54.7)                            | 13.5 (56.3)                            | 14.2 (57.6)                            | 14.7 (58.5)                            | 15.0 (59)                              | 14.4 (57.9)                            | 14.5 (58.1)                            | 14.0 (57.2)                            | 12.9 (55.2)                            | 13.5 (56.3)                            |
| 降水量 mm （inch）                     | 126 (4.96)                             | 116 (4.57)                             | 103 (4.06)                             | 172 (6.77)                             | 219 (8.62)                             | 141 (5.55)                             | 79 (3.11)                              | 179 (7.05)                             | 226 (8.9)                              | 343 (13.5)                             | 396 (15.59)                            | 235 (9.25)                             | 2,335 (91.93)                          |
| 平均降水日数                           | 12                                     | 9                                      | 9                                      | 11                                     | 14                                     | 9                                      | 7                                      | 10                                     | 14                                     | 17                                     | 16                                     | 14                                     | 142                                    |
| % 湿度                                 | 83                                     | 84                                     | 84                                     | 85                                     | 86                                     | 83                                     | 80                                     | 83                                     | 87                                     | 90                                     | 88                                     | 87                                     | 85                                     |
| 平均月間日照時間                       | 127.1                                  | 87.6                                   | 145.7                                  | 132.0                                  | 124.0                                  | 138.0                                  | 155.0                                  | 145.7                                  | 129.0                                  | 127.1                                  | 126.0                                  | 124.0                                  | 1,561.2                                |
| 平均日照時間                           | 4.1                                    | 3.1                                    | 4.7                                    | 4.4                                    | 4.0                                    | 4.6                                    | 5.0                                    | 4.7                                    | 4.3                                    | 4.1                                    | 4.2                                    | 4.0                                    | 4.3                                    |
| 出典：Meteorological Service (Jamaica) |                                        |                                        |                                        |                                        |                                        |                                        |                                        |                                        |                                        |                                        |                                        |                                        |                                        |

### 動植物相
ブルーマウンテン山脈の気候的多様性は、500種を超える多様な花々やそびえたった木々の繁栄をもたらしている。
世界で二番目に大きく、アメリカ大陸では最大のチョウであるホメルスアゲハは、ブルーマウンテン山脈が原産である。フチア(げっ歯類の一種)のジャマイカフチア(Geocapromys brownii)やボア(ヘビ)の一種ジャマイカボア(Chilabothrus subflavus)もこの地域で見られる。

## ブルーマウンテンコーヒー

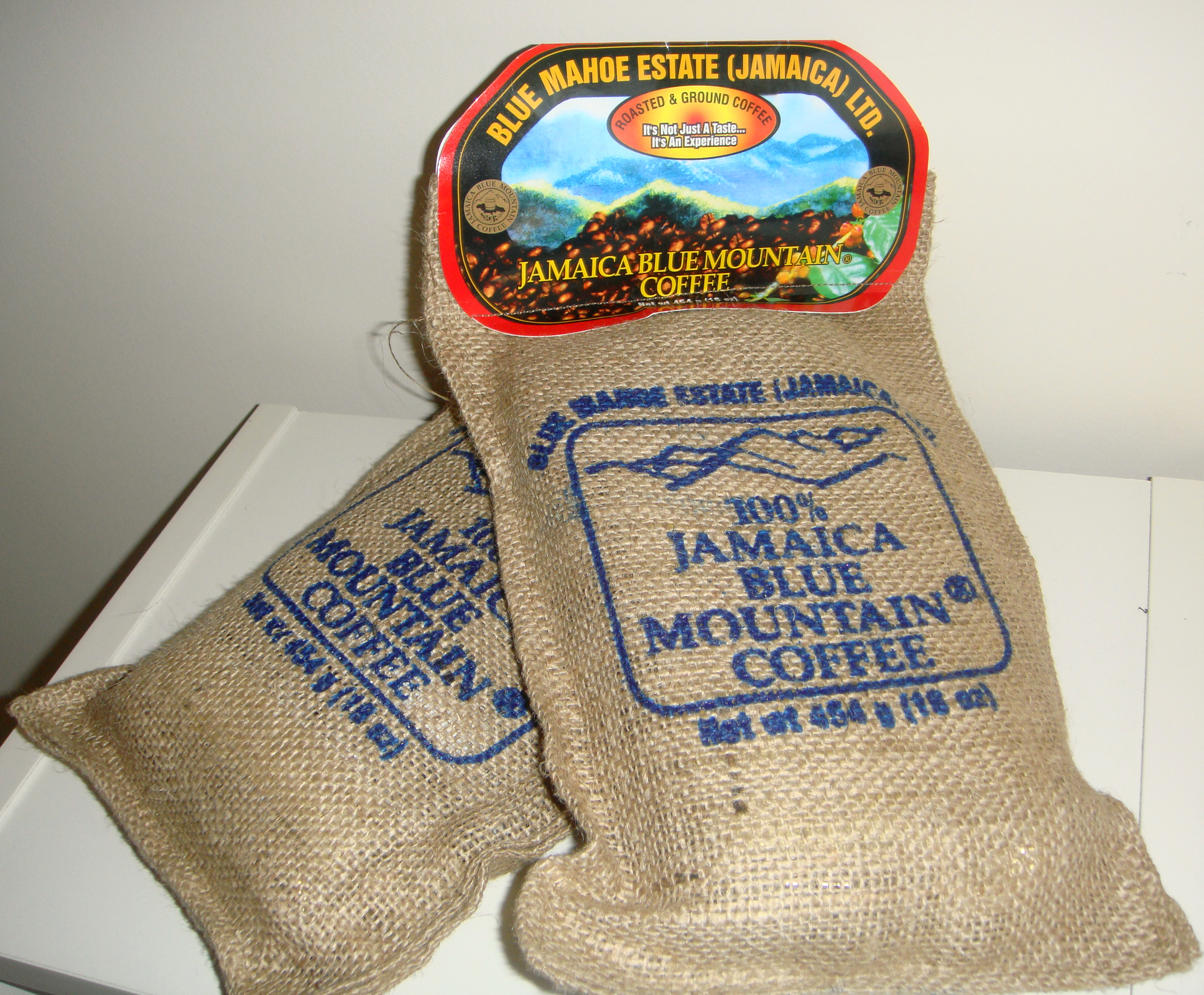
ブルーマウンテンコーヒー

かつてジャマイカの経済がプランテーションにおける奴隷労働に支配されていたとき、 一部の奴隷は自由な生活を求めてブルーマウンテン山脈へ逃げ出した(ジャマイカにおけるマルーン)。ポートランド教区中央部のバフ・ベイ川沿いにあるチャールズタウンなどには、現在もマルーンの子孫が住んでいる。
現在では、世界の市場で高値で取引されるブルーマウンテンコーヒーが、標高600mから1500mの地域で収穫され、より高い地域は森林として保全されている。Hagley Gap村やMavis Bank村などがコーヒー豆の栽培を行っており、前者はより頂上に近い。どちらの村も、ブルーマウンテン山脈の豊かな土壌の恩恵を得ている。